# Edmonton
Edmonton är huvudstad i den kanadensiska provinsen Alberta. Staden har 812 201 invånare, med storstadsområdet 1 159 869. Detta gör Edmontons befolkning till den näst största i Alberta, efter Calgary, och den femte största i Kanada.  Staden, som har en yta av 670 km², är en av de till ytan allra största städerna i Nordamerika. Därför bor en relativt stor andel av befolkningen i storstadsområdet i själva staden och inte i de kringliggande förorterna.

## Geografi och klimat
Edmonton har ett relativt torrt inlandsklimat med mycket stora temperaturskillnader mellan årstiderna. I januari ligger medeltemperaturen i staden på -11 °C och i juli på 17,5 °C.

## West Edmonton Mall
Stadens kanske mest kända anläggning är West Edmonton Mall, världens femte största köpcentrum. Dess yta ligger på 570 000 m² och kostade cirka 1,2 miljarder kanadensiska dollar att bygga. Det finns över 800 affärer och servicebutiker, samt parkering för mer än 20 000 fordon. Anläggningen har ungefär 23 000 anställda. Varje år besöker 28,2 miljoner människor köpcentrumet, mellan 60 000 och 150 000 per dag beroende på säsong. 

## Sport
Edmonton arrangerade VM i friidrott 2001 och Samväldesspelen 1978. I staden finns också ett ishockeylag som spelar i NHL, Edmonton Oilers. Ett populärt lag är Edmonton Eskimos som spelar kanadensisk fotboll i CFL.

## Trafik
Edmonton International Airport och Edmonton/Villeneuve Airport ligger nära staden.